# WRESAT
WRESAT (Weapons Research Establishment SATellite) — первый австралийский спутник, предназначался для исследования верхних слоёв атмосферы. Назван в честь производителя — Weapons Research Establishment. Был запущен с испытательного полигона Вумера 29 ноября 1967 года с помощью модифицированной американской ракеты-носителя Redstone — Спарты, которая была подарена США.
Wresat весил 45 килограмм и имел форму конуса высотой 1,59 м и диаметром основания 0,76 м. Он оставался соединённым с третьей ступенью ракеты и обладал вместе с ней общей высотой 2,17 м. Wresat обращался вокруг Земли по околополярной орбите и вошёл в атмосферу над Атлантикой после 642 витков 10 января 1968 года. Спутник, работавший от аккумуляторных батарей, передавал данные всего лишь в течение первых 73 витков.